# Letana nigrosparsa
Letana nigrosparsa är en insektsart som först beskrevs av Walker, F. 1871.  Letana nigrosparsa ingår i släktet Letana och familjen vårtbitare. Inga underarter finns listade i Catalogue of Life.